# Huayangosauridae
Los huayangosáuridos (Huayangosauridae) son una familia de dinosaurios tireóforos estegosaurianos primitivos, que vivieron desde el Jurásico Inferior hasta el Cretácico Inferior, hace aproximadamente 185 millones de años en el Toarciano a 125 en el Barremiense, en lo que hoy es China e Inglaterra. En general, se trataba de animales generalmente menores que los  miembros de la familia Stegosauridae, con un cráneo más corto, amplio y alto, terminado en un pico. Con una armadura de espinas en la línea media con pequeñas placas los lados. Los miembros anteriores son relativamente largos, casi del mismo tamaño que los posteriores.
Huayangosauridae incluye todos los estegosaurianos más cercano a Huayangosaurus que a Stegosaurus.